# Japon aux Jeux olympiques d'été de 2008
Le Japon participe aux Jeux olympiques d'été de 2008 à Pékin.

## Liste des médaillés japonais

### Médailles d'or
| Sport              | Discipline         | Sportifs | Performance   |
| ------------------ | ------------------ | --- | ------------- |
| Médailles d'or : 9 |                    | |               |
| Judo               | Moins de 66 kg (H) | Masato Uchishiba |               |
| Judo               | Moins de 63 kg (F) | Ayumi Tanimoto |               |
| Judo               | Moins de 70 kg (F) | Masae Ueno |               |
| Judo               | Plus de 100 kg (H) | Satoshi Ishii |               |
| Lutte libre        | Moins de 55 kg (F) | Saori Yoshida |               |
| Lutte libre        | Moins de 63 kg (F) | Kaori Icho |               |
| Natation           | 100 m brasse (H)   | Kosuke Kitajima | 58 s 51 (RM)  |
| Natation           | 200 m brasse (H)   | Kosuke Kitajima | 2 min 07 s 64 |
| Softball           | Femmes             | Naho Emoto Motoko Fujimoto Megu Hirose Emi Inui Sachiko Ito Ayumi Karino Satoko Mabuchi Yukiyo Mine Masumi Mishina Rei Nishiyama Hiroko Sakai Rie Sato Mika Someya Yukiko Ueno Eri Yamada |               |

### Médailles d'argent
| Sport                  | Discipline                      | Sportifs                                                                                    | Performance |
| ---------------------- | ------------------------------- | ------------------------------------------------------------------------------------------- | ----------- |
| Médailles d'argent : 8 |                                 |                                                                                             |             |
| Escrime                | Fleuret individuel (H)          | Yuki Ota                                                                                    |             |
| Gymnastique artistique | Concours général (H)            | Takehiro Kashima Takuya Nakase Makoto Okiguchi Koki Sakamoto Hiroyuki Tomita Kohei Uchimura | 278,875 pts |
| Gymnastique artistique | Concours général individuel (H) | Kohei Uchimura                                                                              | 91,975 pts  |
| Judo                   | Plus de 78 kg (F)               | Maki Tsukada                                                                                |             |
| Lutte libre            | Moins de 48 kg (F)              | Chiharu Icho                                                                                |             |
| Lutte libre            | Moins de 55 kg (H)              | Tomohiro Matsunaga                                                                          |             |
| Lutte libre            | Moins de 60 kg (H)              | Kenichi Yumoto                                                                              |             |
| Athlétisme             | Relais 4 × 100 m (H)            | Naoki Tsukahara Shingo Suetsugu Shinji Takahira Nobuharu Asahara                            | 38 s 15     |

### Médailles de bronze
| Sport                   | Discipline                   | Sportifs                                                      | Performance         |
| ----------------------- | ---------------------------- | ------------------------------------------------------------- | ------------------- |
| Médailles de bronze : 8 |                              |                                                               |                     |
| Judo                    | Moins de 48 kg (F)           | Ryoko Tani                                                    |                     |
| Judo                    | Moins de 52 kg (F)           | Misato Nakamura                                               |                     |
| Natation                | 200 m papillon (H)           | Takeshi Matsuda                                               | 1 min 52 s 97 (RAs) |
| Natation                | 200 m dos (F)                | Reiko Nakamura                                                | 2 min 07 s 13 (RAs) |
| Natation                | Relais 4 × 100 m 4 nages (H) | Junichi Miyashita Kosuke Kitajima Takuro Fujii Hisayoshi Sato | 3 min 31 s 18 (RAs) |
| Lutte libre             | Moins de 72 kg (F)           | Kyoko Hamaguchi                                               |                     |
| Cyclisme sur piste      | Keirin (H)                   | Kiyofumi Nagai                                                |                     |
| Natation synchronisée   | Duo (F)                      | Saho Harada Emiko Suzuki                                      |                     |

## Athlétisme

### Hommes
| Épreuve               | Athlète            | Séries       | Séries | Quarts de finale | Quarts de finale | Demi-finales | Demi-finales | Finale       | Finale            |
| Épreuve               | Athlète            | Résultat     | Rang   | Résultat         | Rang             | Résultat     | Rang         | Résultat     | Rang              |
| --------------------- | ------------------ | ------------ | ------ | ---------------- | ---------------- | ------------ | ------------ | ------------ | ----------------- |
| 100 mètres            | Nobuharu Asahara   | 10.25        | 4e Q   | 10.37            | 8e               | -            | -            | -            | -                 |
| 100 mètres            | Naoki Tsukahara    | 10.25        | 4e Q   | 10.23            | 3e Q             | 10.16        | 7e           | -            | -                 |
| 200 mètres            | Shingo Suetsugu    | 20.93        | 6e     | -                | -                | -            | -            | -            | -                 |
| 200 mètres            | Shinji Takahira    | 20.58        | 4e Q   | 20.63            | 7e               | -            | -            | -            | -                 |
| 400 mètres            | Yūzō Kanemaru      | 46.39        | 7e     | NC               | NC               | -            | -            | -            | -                 |
| 5 000 mètres          | Kensuke Takezawa   | 13 min 49.42 | 7e     | -                | -                | -            | -            | -            | -                 |
| 5 000 mètres          | Takayuki Matsumiya | 14 min 20.24 | 13e    | -                | -                | -            | -            | -            | -                 |
| 10 000 mètres         | Takayuki Matsumiya | NC           | NC     | NC               | NC               | NC           | NC           | 28 min 39.77 | 31e               |
| 10 000 mètres         | Kensuke Takezawa   | NC           | NC     | NC               | NC               | NC           | NC           | 28 min 23.28 | 28e               |
| 110 mètres haies      | Masato Naito       | 13.96        | 7e     | -                | -                | -            | -            | -            | -                 |
| 400 mètres haies      | Dai Tamesue        | 49.82        | 4e     | -                | -                | -            | -            | -            | -                 |
| 400 mètres haies      | Kenji Narisako     | 49.63        | 5e     | -                | -                | -            | -            | -            | -                 |
| 3000m steeple         | Yoshitaka Iwamizu  | 8 min 29.80  | 9e     | -                | -                | -            | -            | -            | -                 |
| Relais 4 × 100 mètres | Naoki Tsukahara    | 38.52        | 2e Q   | NC               | NC               | NC           | NC           | 38.15        | Médaille d'argent |
| Relais 4 × 100 mètres | Shingo Suetsugu    | 38.52        | 2e Q   | NC               | NC               | NC           | NC           | 38.15        | Médaille d'argent |
| Relais 4 × 100 mètres | Shinji Takahira    | 38.52        | 2e Q   | NC               | NC               | NC           | NC           | 38.15        | Médaille d'argent |
| Relais 4 × 100 mètres | Nobuharu Asahara   | 38.52        | 2e Q   | NC               | NC               | NC           | NC           | 38.15        | Médaille d'argent |
| Relais 4 × 400 mètres | Mitsuhiro Abiko    | 3 min 04.18  | 6e     | -                | -                | -            | -            | -            | -                 |
| Relais 4 × 400 mètres | Dai Tamesue        | 3 min 04.18  | 6e     | -                | -                | -            | -            | -            | -                 |
| Relais 4 × 400 mètres | Yoshihiro Horigome | 3 min 04.18  | 6e     | -                | -                | -            | -            | -            | -                 |
| Relais 4 × 400 mètres | Kenji Narisako     | 3 min 04.18  | 6e     | -                | -                | -            | -            | -            | -                 |
| 20 km marche          | Takayuki Tanii     | NC           | NC     | NC               | NC               | NC           | NC           | DSQ          | /                 |
| 20 km marche          | Kōichirō Morioka   | NC           | NC     | NC               | NC               | NC           | NC           | 1h 21 min 57 | 16e               |
| 20 km marche          | Yūki Yamazaki      | NC           | NC     | NC               | NC               | NC           | NC           | 1h 21 min 18 | 11e               |
| 50 km marche          | Takayuki Tanii     | NC           | NC     | NC               | NC               | NC           | NC           | 4h 01 min 37 | 29e               |
| 50 km marche          | Yūki Yamazaki      | NC           | NC     | NC               | NC               | NC           | NC           | 3h 45 min 47 | 7e                |
| Saut en hauteur       | Naoyuki Daigo      | 2,15m        | 18e    | -                | -                | -            | -            | -            | -                 |
| Saut à la perche      | Daichi Sawano      | 5,55m        | 10e    | -                | -                | -            | -            | -            | -                 |
| Lancer du marteau     | Kōji Murofushi     | 78,61m       | 2e Q   | NC               | NC               | NC           | NC           | 80,71m       | 5e                |
| Lancer du javelot     | Yukifumi Murakami  | 78,21m       | 8e     | -                | -                | -            | -            | -            | -                 |

### Femmes
| Épreuve               | Athlète           | Séries       | Séries | Quarts de finale | Quarts de finale | Demi-finales | Demi-finales | Finale       | Finale |
| Épreuve               | Athlète           | Résultat     | Rang   | Résultat         | Rang             | Résultat     | Rang         | Résultat     | Rang   |
| --------------------- | ----------------- | ------------ | ------ | ---------------- | ---------------- | ------------ | ------------ | ------------ | ------ |
| 100 mètres            | Chisato Fukushima | 11.74        | 5e     | -                | -                | -            | -            | -            | -      |
| 400 mètres            | Asami Chiba       | 52.60        | 4e     | -                | -                | -            | -            | -            | -      |
| 5 000 mètres          | Yukiko Akaba      | 15 min 38.30 | 12e    | -                | -                | -            | -            | -            | -      |
| 5 000 mètres          | Kayoko Fukushi    | 15 min 20.46 | 10e    | -                | -                | -            | -            | -            | -      |
| 5 000 mètres          | Yuriko Kobayashi  | 15 min 15.87 | 7e     | -                | -                | -            | -            | -            | -      |
| 10 000 mètres         | Yukiko Akaba      | NC           | NC     | NC               | NC               | NC           | NC           | 32 min 00.37 | 20e    |
| 10 000 mètres         | Yōko Shibui       | NC           | NC     | NC               | NC               | NC           | NC           | 31 min 31.13 | 17e    |
| 10 000 mètres         | Kayoko Fukushi    | NC           | NC     | NC               | NC               | NC           | NC           | 31 min 01.14 | 11e    |
| Marathon              | Reiko Tosa        | NC           | NC     | NC               | NC               | NC           | NC           | DNF          | /      |
| Marathon              | Yurika Nakamura   | NC           | NC     | NC               | NC               | NC           | NC           | 2h 30 min 19 | 13e    |
| 400 mètres haies      | Satomi Kubokura   | 55.82        | 3e Q   | NC               | NC               | 56.69        | 7e           | -            | -      |
| 3 000 mètres steeple  | Minori Hayakari   | 9 min 49.70  | 16e    | -                | -                | -            | -            | -            | -      |
| Relais 4 × 400 mètres | Satomi Kubokura   | 3 min 50.52  | 8e     | -                | -                | -            | -            | -            | -      |
| Relais 4 × 400 mètres | Asami Tanno       | 3 min 50.52  | 8e     | -                | -                | -            | -            | -            | -      |
| Relais 4 × 400 mètres | Mayu Kida         | 3 min 50.52  | 8e     | -                | -                | -            | -            | -            | -      |
| Relais 4 × 400 mètres | Sayaka Aoki       | 3 min 50.52  | 8e     | -                | -                | -            | -            | -            | -      |
| 20 km marche          | Sachiko Konishi   | NC           | NC     | NC               | NC               | NC           | NC           | 1h 32 min 21 | 25e    |
| 20 km marche          | Mayumi Kawasaki   | NC           | NC     | NC               | NC               | NC           | NC           | 1h 29 min 43 | 13e    |
| Saut en longueur      | Kumiko Ikeda      | 6,47m        | 10e    | -                | -                | -            | -            | -            | -      |

### Aviron
| Athlète(s)     | Compétition                 | Série         | Série | Quart de finale | Quart de finale | Demi-finale | Demi-finale | Finale | Finale |
| Athlète(s)     | Compétition                 | Temps         | Rang  | Temps           | Rang            | Temps       | Rang        | Temps  | Rang   |
| -------------- | --------------------------- | ------------- | ----- | --------------- | --------------- | ----------- | ----------- | ------ | ------ |
| Kazushige Ura  | Deux de couple poids légers | 6 min 24 s 21 | 4e    | 6 min 43 s 03   | 3e              | -           | -           | -      | -      |
| Daisaku Takeda | Deux de couple poids légers | 6 min 24 s 21 | 4e    | 6 min 43 s 03   | 3e              | -           | -           | -      | -      |

### Badminton

#### Hommes
| Épreuve | Athlète          | 32éme de Finale | 16éme de Finale           | Huitième de Finale                 | Quarts de finale                 | Demi-finales | Finale   |
| Épreuve | Athlète          | Résultat        | Résultat                  | Résultat                           | Résultat                         | Résultat     | Résultat |
| ------- | ---------------- | --------------- | ------------------------- | ---------------------------------- | -------------------------------- | ------------ | -------- |
| Simple  | Shoji Sato       | NC              | Sridhar 2-0 (21/13-21/17) | Peter Gade 1-2 (21/19-22/20-15/21) | -                                | -            | -        |
| Double  | Shintaro Ikeda   | NC              | NC                        | Koo/Tan 0-2 (12/21-16/21)          | -                                | -            | -        |
| Double  | Shuichi Sakamoto | NC              | NC                        | Koo/Tan 0-2 (12/21-16/21)          | -                                | -            | -        |
| Double  | Keita Masuda     | NC              | NC                        | Choong/Lee 2-1 (20/22-21/13-21/16) | Lee/Hwang 1-2 (12/21-21/18-9/21) | -            | -        |
| Double  | Tadashi Ohtsuka  | NC              | NC                        | Choong/Lee 2-1 (20/22-21/13-21/16) | Lee/Hwang 1-2 (12/21-21/18-9/21) | -            | -        |

## Baseball
- Shinnosuke Abe
- Norichika Aoki
- Takahiro Arai
- Masahiro Araki
- Yu Darvish
- Kyuji Fujikawa
- Atsunori Inaba
- Hitoki Iwase
- Kenshin Kawakami
- Munenori Kawasaki
- Shinya Miyamoto
- Masahiko Morino
- Shuichi Murata
- Hiroyuki Nakajima
- Yoshihisa Naruse
- Tsuyoshi Nishioka
- Takahiko Sato
- Tomoya Satozaki
- Toshiya Sugiuchi
- Masahiro Tanaka
- Koji Uehara
- Tsuyoshi Wada
- Hideaki Wakui
- Akihiro Yano

Manager : Senichi Hoshino
| Épreuve          | Phase de groupes    | Phase de groupes    | Phase de groupes      | Phase de groupes         | Phase de groupes    | Phase de groupes    | Phase de groupes       | Demi-finale              | Finale / MB            | Rang |
| Épreuve          | Adversaire Résultat | Adversaire Résultat | Adversaire Résultat   | Adversaire Résultat      | Adversaire Résultat | Adversaire Résultat | Adversaire Résultat    | Adversaire Résultat      | Adversaire Résultat    | Rang |
| ---------------- | ------------------- | ------------------- | --------------------- | ------------------------ | ------------------- | ------------------- | ---------------------- | ------------------------ | ---------------------- | ---- |
| Tournoi masculin | Cuba Défaite 2-4    | Taïwan Victoire 6-1 | Pays-Bas Victoire 6-0 | Corée du Sud Défaite 3-5 | Canada Victoire 1-0 | Chine Victoire 10-0 | États-Unis Défaite 2-4 | Corée du Sud Défaite 2-6 | États-Unis Défaite 4-8 | 4e   |

## Boxe
- Satoshi Shimizu
- Masatsugu Kawachi

| Athlète          | Catégorie                  | 16e de finale       | 8e de finale            | Quart de finale     | Demi-finale         | Finale              |
| Athlète          | Catégorie                  | Adversaire Résultat | Adversaire Résultat     | Adversaire Résultat | Adversaire Résultat | Adversaire Résultat |
| ---------------- | -------------------------- | ------------------- | ----------------------- | ------------------- | ------------------- | ------------------- |
| Satoshi Shimizu  | Poids plumes (-57Kg)       | NC                  | Kilic Défaite 9-12      | -                   | -                   | -                   |
| Masatugu Kawachi | Poids super-légers (-64Kg) | NC                  | Boonjumnong Défaite 1-8 | -                   | -                   | -                   |

### Canoe/Kayak
| Athlète         | Compétition | Éliminatoires | Éliminatoires | Demi-finales | Demi-finales | Finale A | Finale A |
| Athlète         | Compétition | Temps         | Rang          | Temps        | Rang         | Temps    | Rang     |
| --------------- | ----------- | ------------- | ------------- | ------------ | ------------ | -------- | -------- |
| Kazuki Yazawa   | K1          | 179.87 pts    | 18e           | -            | -            | -        | -        |
| Takuya Haneda   | C1          | 186.32 pts    | 14e           | -            | -            | -        | -        |
| Hiroyuki Nagao  | C2          | 212.56 pts    | 10e           | 110.10 pts   | 9e           | -        | -        |
| Masatoshi Sanma | C2          | 212.56 pts    | 10e           | 110.10 pts   | 9e           | -        | -        |

### Cyclisme
Route
| Athlète          | Compétition      | Temps         | Rang |
| ---------------- | ---------------- | ------------- | ---- |
| Takashi Miyazawa | Course en ligne  | 6 h 55 min 24 | 85e  |
| Fumiyuki Beppu   | Contre-la-montre | 1 h 11 min 05 | 38e  |

VTT
| Athlète        | Compétition              | Temps    | Rang |
| -------------- | ------------------------ | -------- | ---- |
| Kohei Yamamoto | Cross-country VTT hommes | + 3 Tour | 46e  |

BMX
| Athlète          | Compétition | Qualifications | Qualifications | Quarts de finale | Quarts de finale | Quarts de finale | Quarts de finale | Quarts de finale | Demi-finales | Demi-finales | Demi-finales | Demi-finales | Demi-finales | Finale   | Finale |
| Athlète          | Compétition | Résultat       | Rang           | Manche 1         | Manche 2         | Manche 3         | Total            | Rang             | Manche 1     | Manche 2     | Manche 3     | Total        | Rang         | Résultat | Rang   |
| ---------------- | ----------- | -------------- | -------------- | ---------------- | ---------------- | ---------------- | ---------------- | ---------------- | ------------ | ------------ | ------------ | ------------ | ------------ | -------- | ------ |
| Akifumi Sakamoto | BMX hommes  | 40 s 548       | 32e            | 5                | 8                | 6                | 19               | 7e               | -            | -            | -            | -            | -            | -        | -      |

Piste
| Athlète          | Compétition | 1er round | Repêchage | Demi-Finales | Finale             |
| Athlète          | Compétition | Rang      | Rang      | Rang         | Rang               |
| ---------------- | ----------- | --------- | --------- | ------------ | ------------------ |
| Toshiaki Fushimi | Keirin      | 3e        | 4e        | -            | -                  |
| Kiyofumi Nagai   | Keirin      | 3e        | 1er       | 2e           | Médaille de bronze |

| Athlète           | Compétition   | Qualification        | Qualification | 1/16 de finale (Repêchage)      | 1/8 de finale (Repêchage)       | Quart de finale                 | Demi-finale                     | Finale                          | Finale |
| Athlète           | Compétition   | Temps Vitesse (km/h) | Rang          | Adversaire Temps Vitesse (km/h) | Adversaire Temps Vitesse (km/h) | Adversaire Temps Vitesse (km/h) | Adversaire Temps Vitesse (km/h) | Adversaire Temps Vitesse (km/h) | Rang   |
| ----------------- | ------------- | -------------------- | ------------- | ------------------------------- | ------------------------------- | ------------------------------- | ------------------------------- | ------------------------------- | ------ |
| Kazunari Watanabe | Sprint hommes | 10 s 346             | 11e           | Chiappa Défaite                 | Hoy Défaite                     | -                               | -                               | -                               | -      |
| Tsubasa Kitatsuru | Sprint hommes | 10 s 391             | 14e           | Bourgain Défaite                | -                               | -                               | -                               | -                               | -      |

| Athlète            | Compétition         | Qualification        | Qualification | Demi-finale                     | Finale                          | Finale |
| Athlète            | Compétition         | Temps Vitesse (km/h) | Rang          | Adversaire Temps Vitesse (km/h) | Adversaire Temps Vitesse (km/h) | Rang   |
| ------------------ | ------------------- | -------------------- | ------------- | ------------------------------- | ------------------------------- | ------ |
| Kiyofumi Nagai     | Vitesse par équipes | 44 s 454             | 6e            | Allemagne Défaite 44 s 437      | -                               | -      |
| Tomohiro Nagatsuka | Vitesse par équipes | 44 s 454             | 6e            | Allemagne Défaite 44 s 437      | -                               | -      |
| Kazunari Watanabe  | Vitesse par équipes | 44 s 454             | 6e            | Allemagne Défaite 44 s 437      | -                               | -      |

| Athlète       | Compétition       | Points | Rang |
| ------------- | ----------------- | ------ | ---- |
| Makoto Iijima | Course aux points | 23     | 8e   |

## Plongeon
- Ken Terauchi

## Gymnastique
Hommes
- Takehiro Kashima
- Takuya Nakase
- Makoto Okiguchi
- Koki Sakamoto
- Hiroyuki Tomita
- Kohei Uchimura

Femmes
- Mayu Kuroda
- Yu Minobe
- Kyoko Oshima
- Yuko Shintake
- Koko Tsurumi
- Miki Uemura

## Hockey sur gazon
Équipe féminine:
- Ikuko Okamura
- Keiko Miura
- Mayumi Ono
- Chie Kimura
- Rika Komazawa
- Miyuki Nakagawa
- Sakae Morimoto
- Kaori Chiba
- Yukari Yamamoto
- Toshie Tsukui
- Sachimi iwao
- Akemi Kato
- Tomomi Komori
- Misaki Osawa
- Chinami Kozakura
- Yuka Yoshikawa

## Judo

### Hommes
- Japan participe dans les compétitions de 73 kg et lourd.

### Femmes
- Japan participe dans les compétitions de 48, 52, 57, 63, 78 kg, et lourd.
- 48 kg
  - Ryoko Tani

## Natation

### Hommes
- relais 4 × 100 m libre
- relais 4 × 200 m libre
- relais 4 × 100 m quatre nages

### Femmes
- relais 4 × 200 m libre
- relais 4 × 100 m quatre nages:

## Softball
- Naho Emoto
- Motoko Fujimoto
- Megu Hirose
- Emi Inui
- Sachiko Ito
- Ayumi Karino
- Satoko Mabuchi
- Yukiyo Mine
- Masumi Mishina
- Rei Nishiyama
- Hiroko Sakai
- Rie Sato
- Mika Someya
- Yukiko Ueno
- Eri Yamada

## Tir à l'arc
Japan a qualifié 4 archers (deux hommes et deux femmes)
- Takaharu Furukawa
- Ryuichi Moriya
- Nami Hayakawa
- Sayoko Kitabatake
- Yuki Hayashi (ja)

Le comité olympique japonais devra faire un choix dans cette liste.